# Bindużka
Bindużka (prononciation : [binˈduʂka]) est un village polonais de la gmina de Rzewnie dans le powiat de Maków de la voïvodie de Mazovie dans le centre-est de la Pologne.
Il se situe à environ 4 kilomètres au sud de Rzewnie (siège de la gmina), 18 kilomètres au sud-est de Maków Mazowiecki (siège du powiat) et à 69 kilomètres au nord de Varsovie (capitale de la Pologne).

## Histoire
De 1975 à 1998, le village appartenait administrativement à la voïvodie d'Ostrołęka.